# 절세미인 (음반)
《절세미인》(일본어: 絶世美人)는 2007년 9월 26일 발매된 TV 애니메이션 ‘안녕, 절망선생’제1기 엔딩과 수록곡의 앨범이다. 아티스트는 안녕 절망선생에 참가한 성우로 이루어진 절망소녀들.

## 수록곡
1. 절세미인(絶世美人)
아티스트 : 절망소녀들(노나카 아이, 이노우에 마리나, 코바야시 유, 신타니 료코)
작사 : 只野菜摘, 작곡/편곡 : 橋本由香利
2. 아지랑이(かげろう)
아티스트 : 절망소녀들 (노나카 아이, 사나다 아사미, 타니이 아스카)
작사 : 村野直球, 작곡/편곡 : 橋本由香利
3. 절세미인 Off Vocal(絶世美人 歌無し)
4. 아지랑이 ~카후카 없음(かげろう 可符香無し)

## 안녕, 절망선생 엔딩
- 트랙1 ‘절세미인’는 절망선생 메인 엔딩으로 사용되었다.